# Air Sweden
Air Sweden fue una aerolínea chárter con base en Estocolmo, Suecia. Su base de operaciones principal era el Aeropuerto de Estocolmo Arlanda.

## Historia
Air Sweden es la sucesora de la disuelta Nordic Airways y se espera que inicie pronto sus operaciones tras recibir el AOC ya a mediados de diciembre de 2009.
La aerolínea cesó sus operaciones en 2013.

## Flota Histórica
La aerolínea durante su existencia operó las siguientes aeronaves: